# Croce di Sasso
Die Croce di Sasso ⓘ (italienisch für Steinkreuz) ist ein Berg zwischen Acquarossa und Faido im Kanton Tessin in der Schweiz mit einer Höhe von 2132 m ü. M. 15 m neben dem höchsten Punkt, auf der Seite der Valle Leventina befindet sich, wie der Name es sagt, ein Steinkreuz.

## Lage und Umgebung
Die Croce di Sasso gehört zum Gotthardmassiv. Sie befindet sich zwischen Pizzo Erra und dem Matro. Über dem Grat, der sich von Nordwesten nach Südosten streckt, verläuft die Gemeindegrenze zwischen Faido und Acquarossa. Die beiden Flanken nach Nordosten und Südwesten sind sanft und bewachsen. Die Croce di Sasso wird im Nordosten durch die Valle di Blenio und im Südwesten durch die Valle Leventina eingefasst.
Zu den Nachbargipfeln gehören der Pizzo Erra und der Pizzo Pianché im Nordwesten sowie die Pianca Bella, der Cogn und der Matro im Südosten. 

## Gratüberschreitung

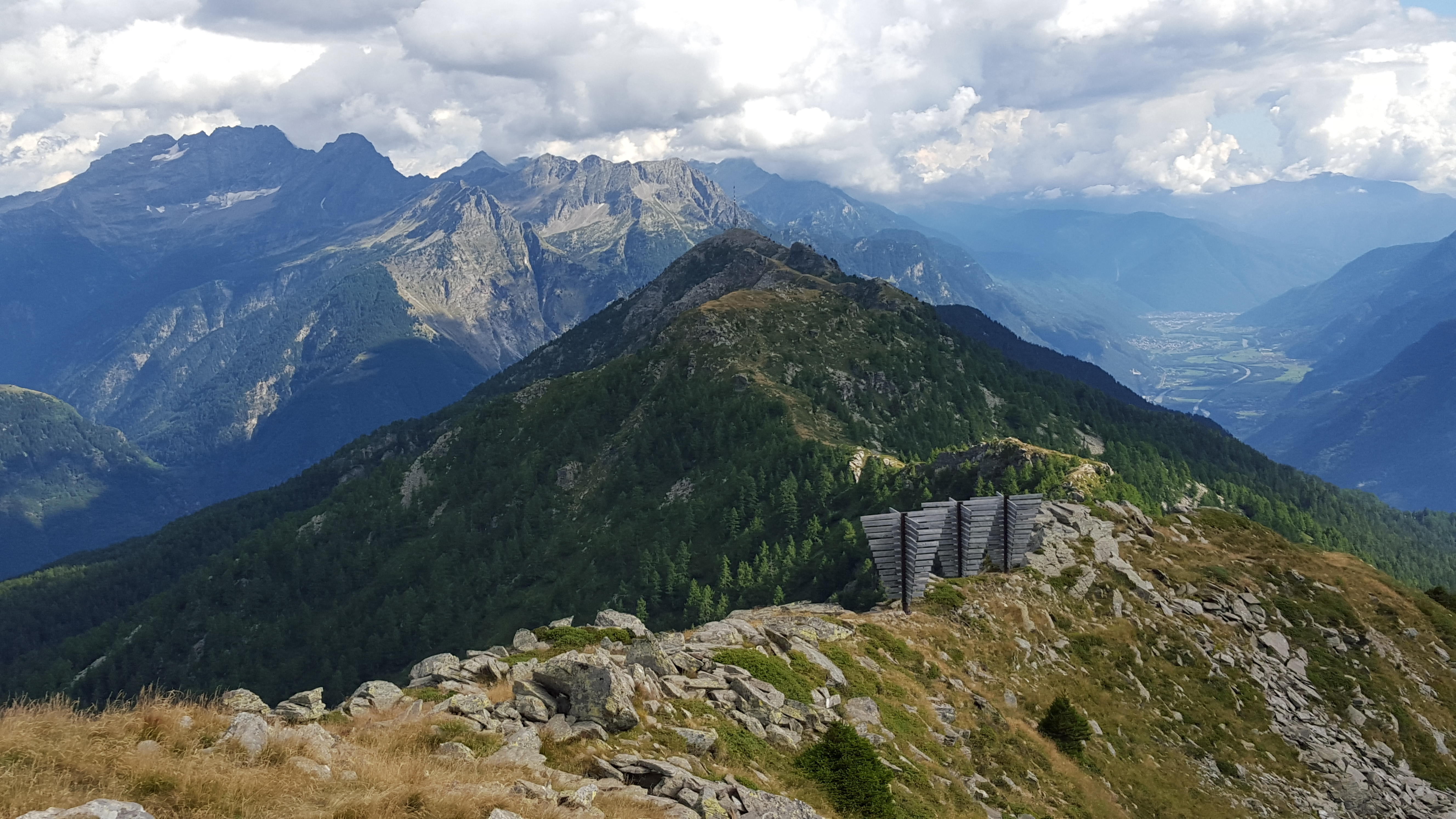
Der Grat zwischen Pizzo Pianché und Matro, aufgenommen vom Knotenpunkt neben Pizzo Pianché.

Die Gratwanderung vom Passo dei Laghetti (2129 m) zum Matro (2172 m) ist eine aussichts- und abwechslungsreiche Tageswanderung. Sie bietet einen grossartigen Panoramarundblick in die Valle di Blenio, in die Valle Leventina und auf die umliegende Bergwelt. Mit einem Abstecher zum Pizzo Pianché werden dabei fünf Gipfel betreten. Dies sind von Nordwesten nach Südosten der Pizzo Pianché (2228 m), die Croce di Sasso (2132 m), die Pianca Bella (2165 m), der Cogn (2166 m) und der Matro (2172 m). Die Route ist zum Teil mit kleinen, gelben Punkten markiert. Oft ist auch ein Weglein vorhanden, das zum Teil neben der Gratschneide an den Erhebungen vorbeiführt.
Die Gratüberschreitung vom Passo dei Laghetti zum Matro dauert ca. 1½ h und wird mit der Schwierigkeit EB angegeben.

## Routen zum Gipfel
|  | - Ausgangspunkt: Cavagnago (1020 m) oder Anzonico (984 m) in der Valle Leventina oder Tizzerascia (1277 m) in der Valle di Blenio - Via: Passo dei Laghetti (2129 m) zum kleinen orographischen Knotenpunkt (2225 m) und dann dem Grat nach Südosten folgen. - Schwierigkeit: EB - Zeitaufwand: 3½ Stunden von Cavagnago und Anzonico oder 3 Stunden von Tizzerascia (30 Min. vom Passo dei Laghetti) - Bemerkung: Von Cavagnago und Anzonico auf gutem Weg, von Tizzerascia zum Teil weglos zum Passo dei Laghetti. Danach zum Teil weglos, aber die Route ist mit kleinen, gelben Punkten markiert. - Ausgangspunkt: Matro (2172 m) - Via: Cogn (2166 m) und Pianca Bella (2165 m). - Schwierigkeit: EB - Zeitaufwand: 50 Minuten. - Bemerkung 1: Zum Teil weglos, aber die Route ist mit kleinen, gelben Punkten markiert. - Bemerkung 2: Routen zum Matro siehe im Artikel Matro |

### Über die Südwestflanke
- Ausgangspunkt: Cavagnago (1020 m)
- Via: Dèiro (1407 m), Fararenca (1548 m), Alpe Foppascia
- Schwierigkeit: EB
- Zeitaufwand: 2½ Stunden
- Bemerkungen: Bis Fararenca auf einem Fahrsträsschen, danach auf einem kleinen Weg, am Schluss weglos.

### Über die Nordostflanke
- Ausgangspunkt: Tizzerascia (1277 m)
- Via: Auf dem Wanderweg via Brüsacüü, Garina (1634 m), dann bei P 1667 den Weg nach Süden nehmen bis unter der Croce di Sasso, die man dann über den Nordosthang ohne technische Schwierigkeiten erreicht.
- Schwierigkeit: EB
- Zeitaufwand: 2½ Stunden

## Galerie

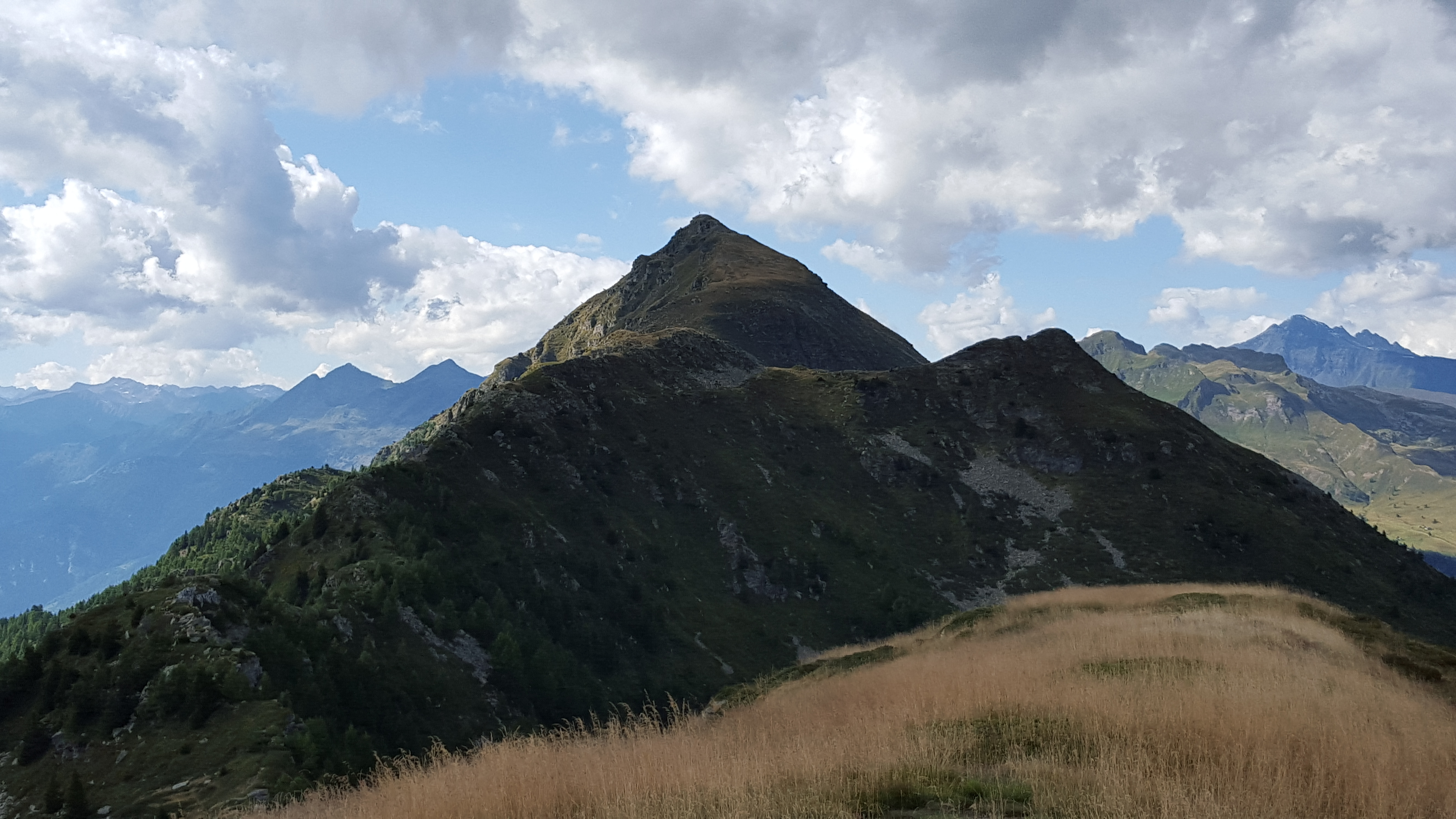
Links die Croce di Sasso, rechts der Pizzo Pianché und hinten in der Mitte der Pizzo Erra.
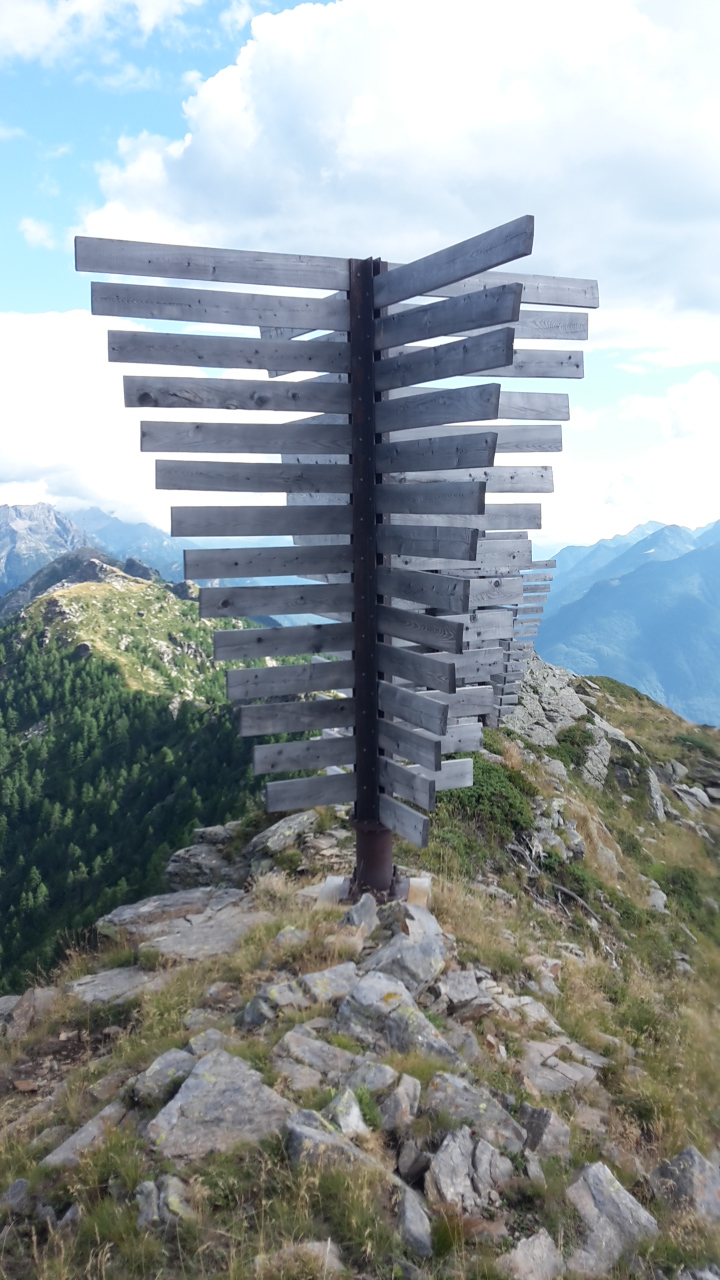
Lawinenverbauungen auf dem Grat zwischen Pizzo Pianché und Croce di Sasso.